# Jérôme Hardelay
 (février 2016).
Si vous disposez d'ouvrages ou d'articles de référence ou si vous connaissez des sites web de qualité traitant du thème abordé ici, merci de compléter l'article en donnant les références utiles à sa vérifiabilité et en les liant à la section « Notes et références ».
Jérôme Hardelay est un acteur français né le 27 mai 1985 à Paris.

## Biographie
Jérôme Hardelay a suivi son école élémentaire à Paris près de la Place de la Nation, à l'école La Plaine.
Le Figaro lui fait passer un casting pour des photos de mode alors qu'il a 8 ans et qu'il est au camping avec sa famille. Sa carrière débute.
Dès son retour de vacances, il s'inscrit dans une agence et enchaîne les photos et les publicités.
À 11 ans, il tourne dans un premier court métrage réalisé par Thierry Binisti. Il prend ensuite un agent pour jouer dans des téléfilms et au cinéma.
Il découvre le théâtre avec Gérard Depardieu à l'âge de 14 ans. Sur scène, il tient quatre premiers rôles dans des pièces de théâtre et un spectacle son et lumière.

## Filmographie

### Cinéma

#### Longs métrages
- 1994 : Lou n'a pas dit non d'Anne-Marie Miéville : Pierre enfant
- 1998 : Les Couloirs du temps : Les Visiteurs 2 de Jean-Marie Poiré : Florian Goulard
- 1998 : Rewind de Sergio Gobbi : Mathias
- 1999 : C'est pas ma faute ! de Jacques Monnet : Vincent
- 1999 : La Débandade de Claude Berri : Marius
- 2000 : En vacances de Yves Hanchar : Martin Foucher petit
- 2002 : Entre chien et loup d'Alexandre Arcady
- 2003 : Les Côtelettes de Bertrand Blier : Xavier
- 2004 : Narco de Tristan Aurouet et Gilles Lellouche : Gus jeune

#### Courts métrages
- 1996 : Le Livre de minuit de Thierry Binisti : l'enfant
- 1998 : Nuit de noces

### Télévision
- 1998 : Une femme en blanc d'Aline Issermann : Éric
- 1998 : Margot des Clairies de Jean-Marc Seban : Bruno
- 1998 : Le Bimillionnaire de Michaël Perrotta : Antoine Trouvain
- 1999 : Rends-moi mon nom de Patrice Martineau
- 1999 : Les P'tites Canailles (Émission de télévision)
- 2000 : Décollage immédiat (épisodes 2 et 4) de Aline Issermann : David Sertet
- 2000 : Marie Fransson (Bonne chance, Maman) de Christiane Spiero : Renaud
- 2000 : L'Île bleue de Nadine Trintignant : Robinson
- 2000 : Les Misérables de Josée Dayan : Gavroche
- 2001 : Fabien Cosma (Antidote) de Frédérique Fallet et Alain Etévé : Romain
- 2001 : Avocats et Associés  - épisode Vice de forme d'Alexandre Pidoux : Quentin
- 2001 : Docteur Sylvestre (Pour l'exemple) de Maurice Mydland : Boris
- 2002 : L'Année des grandes filles de Jacques Renard : Henri
- 2002 : La Crim' - 2 épisodes : Meurtre.com (rôle : Damien Volnay) et Meurtre dans un jardin français de Jean-Pierre Prévost
- 2002 : Le Voyage organisé d'Alain Nahum : Jérôme
- 2003 : Commissariat Bastille (Le plus bel âge) de Jean-Marc Seban : Anthony Lantner
- 2003 : Les Thibault de Jean-Daniel Verhaeghe : Daniel de Fontanin jeune
- 2003 : Une famille formidable de Joël Samonir : Greg
- 2003 : Sauveur Giordano (Au nom du père) d'Henri Helman : Max Legrand
- 2003 : Diane, femme flic (La Dette) de Marie Guilmineau : Nicolas Verteuil
- 2003 : Navarro (Zéro pointé) de Pierre Grimblat et Tito Topin : Sylvain Gilon
- 2003 : Poil de carotte de Richard Bohringer : Félix Lepic
- 2004 : La Vie est si courte d'Hervé Baslé
- 2004 : Le chemin des oubliés de Christophe Dagobert : Mano
- 2005 : Joséphine, ange gardien (Le Secret de Julien) de Jean-Marc Seban : Julien Bonnel
- 2005 : Commissaire Cordier (Douzième saison : Attaque au fer) de Henri Helman : le garçon
- 2007 : Paris, enquêtes criminelles (Première saison : L'amour fou) avec Vincent Pérez : Alexandre Brévin
- 2008 : Moi C Kim de Karen Perla : Tony
- 2008 : A de Sébastien Deux : Jérémie
- 2012 : Le Jour où tout a basculé (L'ignoble chantage) de Joyce Edorh : Paul

### Spots publicitaires
- 1993 : Dinosorus
- 1994 : Bonne Maman
- 1994 : Volvic
- 1995 : Cœur de Lion
- 1995 : Danone Kid le monstre
- 1996 : BN troc's : Troc's volants
- 1996 : Crédit mutuel 1
- 1996 : Crédit Mutuel 2
- 1996 : Crédit Mutuel 3
- 1996 : Reynolds International Pen Company
- 1997 : Danette Double Saveur
- 1997 : Uno Master
- 1998 : Uno
- 1999 : Lansay
- 1999 : Kinder

## Théâtre
- 1997 : Les Côtelettes de Bertrand Blier, mise en scène Bernard Murat, théâtre de la Porte-Saint-Martin : Xavier
- 1999 : Les Portes du ciel avec Gérard Depardieu
- 2004 : Entre chien et loup I
- 2005 : Cœur de galerne
- 2005 : Entre chien et loup II
- 2006 : Secrets d'écume